# Conector electric

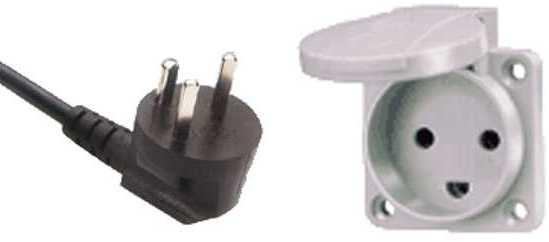
Conector de red tipo K.

Un conector electric este un dispozitiv pentru a uni circuite electrice. În informatică sunt cunoscuți ca  interfețe fizice.
Ele sunt în general formate dintr-un ștecher și o bază.

## Proprietăți generale
Ele pot fi făcute pentru a preveni conectarea pe un drum greșit, conectarea pinii greșite merge acolo unde alte, și au mecanisme pentru a se asigura că acestea sunt complet conectate și nu devin libere sau să cadă de blocare.
Unii conectori sunt concepuți astfel încât anumiți pini de contact înainte au fost introduse pe ceilalți, evitându-se astfel ruperea acestuia în timpul deconectării; acestea au, de obicei, conectori de putere, de exemplu, conectarea  teren,  astfel  circuitul este protejat în primul rând comun, precum și conexiuni de secvențiere corecte în aplicații de hot-swap.
În general, este de dorit ca un conector este ușor de identificat vizual și asamblat, necesitând doar instrumente simple, și este economic. În unele cazuri, producătorul de echipamente poate alege un conector specific, deoarece nu este compatibil cu alți conectori, care permite controlul a ceea ce pot fi conectate. Nici o priză nu are toate proprietățile ideale; proliferarea de o gamă largă de conectori este o reflectare a diferitelor cerințe.

## Aplicatii ale contactoarelor electrice
În termeni simpli, contactoarele electrice sunt echipamente operate electric pentru controlul eficient al circuitelor. Există mai multe tipuri de contactoare electrice, cum ar fi contactoare cu 4 poli, contactoare cu vid, contactoare AC/DC, care sunt implementate într-o varietate de aplicații, cum ar fi circuite de automatizare, circuite de protecție, circuite de control și multe altele.

## Tipuri de conector electric
- Conector F, folosit pentru a conecta LNB și receptorul de la TV prin satelit, sau prin modem sau televizor prin cablu, etc.
- Conector RF
- Conector de torsiune
- Conector RJ
- Conector multipin
- D-Sub, conector D-sub sau conector D-subminiatură
- Ștecher
- Jack
- Spin-on
- Conector DIN
- Conector mini-DIN
- Conector RCA
- Conector IEC
- Conector USB
- Conector BNC
- Conector N
- Conector dock
- Molex
- Multi-Contact
- SMA (conector)
- XLR-3, XLR sau Canon

1. ↑  „Contactoare si relee de protectie”. Schneider Electric.